# Catedral de San Miguel y San Jorge (Aldershot)
La catedral de San Miguel y San Jorge (en inglés: Cathedral of St Michael and St George) sirve como la catedral católica para el obispado de las Fuerzas en Gran Bretaña. Se encuentra en Aldershot, Inglaterra en el Reino Unido.
La iglesia fue diseñada en 1892 por dos ingenieros militares y, debido a que el edificio fue pensado originalmente como la iglesia principal de las capellanías anglicanas del ejército británico, la primera piedra fue puesta por la reina Victoria. La paleta que ella utilizó en la ceremonia se exhibe en el pórtico occidental de la catedral. Sin embargo, fue posteriormente destinada para otro fin y con el tiempo se convirtió en la sede del obispo católico de las Fuerzas del lugar.
Las fuerzas inglesas, tras la finalización de la guerra de las Malvinas en 1982 depositaron en esta catedral la imagen de la Virgen de Luján que las fuerzas Armadas Argentinas habían llevado consigo a la guerra y que colocaron en la cabecera de la pista de aterrizaje de los aviones. En el año 2019 se realizaron gestiones entre los obispos castrences de ambos países para que la imagen regresara a suelo argentino. A Inglaterra se le regaló una réplica de la que se encuentra en la basílica de Lujan. Este acto se realizó en el Vaticano y este intercambio y ambas imágenes fueron bendecidas por el papa Francisco).